# Nová média v umění
Nová média je slovní spojení, kterým historie umění během 20. století a návazně zastřešuje skupinu nových přístupů k tvorbě.  
V umělecké tvorbě je užitečné odlišovat nová média nezávislá na nových technologiích a média na nových technologiích přímo stavějící. 
Z technologického hlediska do umění nových médií nezařazujeme pouze digitální technologie, ale také analogové techniky fotografie, filmu, rádia, televize nebo videa.

## Nová média stavějící na nových technologiích

### Předchůdci novomediálního umění
Jako první technologii měnící dosavadní pohled na umění označujeme fotografii, která vznikla roku 1826, podle principu camery obscury. Tato první fotografie se jmenuje „Pohled z okna“ a autorem je Nicéphore Niépce. Dalšími průkopníky fotografie jsou umělci Jacques Daguerre – první daguerrotyp bez možnosti kopií nebo William Fox Talbot a jeho první metoda kopií, oboje z roku 1837.
Další významný zlom v umění nastává v roce 1895, kdy bratři Lumiérové uskutečnili první veřejné promítání filmu „Odchod z továrny“, čím byl prezentován objev fotochemické techniky kinematografie. Roku 1910 byl uskutečněn první rozhlasový projev z metropolitní opery v New Yorku.

### Holografie
Holografie je samostatným sdělovacím systémem, který umožňuje relativně dokonalý záznam vizuálního prostoru. Vzhledem zejména počáteční technologické náročnosti ji využívalo a využívá jen omezené množství umělců. V českém prostředí se akvizicí a prezentací holografie zabývalo pouze Muzeum umění a designu v Benešově u Prahy.

### Videoart, TV art
Televize je fotoelektrickou technikou kinematografie. Vyvíjela se postupně od konce 19. století, ale až v roce 1935 se uskutečnilo první oficiální televizní vysílání. Televize měla především obrovský sociální vliv a teoretiky i umělci byla často kritizována jako médium bez umění (např. Theodora W. Adorna – „Prolog k televizi“). Za otce aplikace fotoelektrické techniky kinematografie do oblasti vizuální tvorby (videoart) je považován Nam June Paik, který si v roce 1965 koupil kameru Sony Portapack a natáčel s ní na ulici. N. J. Paik je také známý pro své TV instalace, např. „TV Budha“ (1974) nebo „TV chello“ (1971) a mnoho dalších. Dalším představitelem videoartu je Wolf Vostell, který se proslavil svými de-kolážemi. Významnými videoartisty jsou manželé Woody a Steina Vasulkovi, kteří si zařídili vlastní laboratoř „The Kitchen“, kde se věnovali interakcím a tvorbě vlastních video záznamů. Dalšími představiteli jsou Gary Hill, Bill Viola, Vito Acconci nebo Chris Burden.

### Sound (audio) art
Předchůdce vzniku sound artu můžeme hledat u italských futuristů, konkrétně například Luigi Russolo, který v roce 1913 vydal manifest „Umění hluku“, kde bourá hranice mezi hudebním zvukem a hlukem. Sound art se pak více rozvíjel v polovině 20. století a zabývá se jakoukoli formou zvuku, kompozice není důležitá, hledání nových zvukových zážitků, experimenty s elektronickými zdroji zvuku. Významným představitelem je skladatel experimentální hudby John Cage, jehož nejznámější skladbou je „4'33"“.

### Interaktivní instalace
Interakce je jedním z hlavních charakteristických rysů novomediálního umění. Interaktivní instalace se vyznačují svojí komplexností, většinou se jedná o uměle vytvořený prostor reagující na pohyb diváka. Mohou obsahovat téměř cokoliv – zvuky, obraz či video, prostřednictvím kterých se umocňují divákovi zážitky nebo rozšiřují mimosmyslové vnímání. Tyto instalace jsou proměnlivé a jejich podoba se odvíjí od aktuální interakce diváka. Představitelem této kategorie umění je například Jeffrey Shaw, jehož instalace využívají především 3D software.
Umění nových médií obsahuje nespočet konkrétních druhů, z nichž jako další významné můžeme uvést počítačové umění, Net art, PC hry, digitálně manipulované fotografie, robotické umění a mnoho dalších. Důležitou roli v prosazování umění nových médií sehrálo hnutí Fluxus, které vznikalo v oblasti avantgardního umění, a založil jej roku 1960 George Maciunas. Seskupení výtvarníků, skladatelů a designérů se projevovalo téměř ve všech oblastech novomediálního umění a mezi nejvýznamnější členy patřili Nam June Paik, Dick Higgins, Yoko Ono nebo Milan Knížák. Hlavním impulsem ke vzniku hnutí byla díla – ready mades Marcela Duchampa, důležitým prvkem byl názor a postoj umělce oproti klasickému výstavnímu prostoru.  

## Nová média nezávislá na nových technologiích

### Happening
Happening je název pro umělecké akce charakteristické spoluprací umělce s diváky, bez předem určeného scénáře. Toto provokující umění vzniklo v 60. letech 20. století. Autorem pojmu happening je označován Allan Kaprow, který jej poprvé použil v roce 1957. Kaprow je také autorem prvního inscenovaného happeningu s názvem „18 Happenings in 6 Parts“, jež byl uskutečněn roku 1959 v New Yorku. Podobné události se však konaly v prostředí Black Mountain College již v roce 1952.
Mezi další nejvýznamnější představitele happeningu jsou označováni John Cage, Robert Rauschenberg nebo Carolee Schneemann.

### Performance
Druh akčního umění podobné happeningu, s rozdílem, že zde performer nutně nevyžaduje aktivní účast diváka, může se tedy jednat pouze o představení. Dnes je rozdíl mezi happeningem a performance těžko znatelný, protože diváci jsou v obou případech provokování k účasti, každá akce je však originální a neopakovatelná, protože diváci v odlišném prostředí nikdy nebudou reagovat stejně. Významnými představiteli jsou Yves Klein, Valie Export nebo Bruce Neuman.

### Jiné
- Body art
- Land art
- Konceptuální umění
- Místně specifické umění (site-specific)
- Umělecká intervence

## Novomediální umění v České republice
Přestože se nová média rozvíjela ve světě již od druhé poloviny 20. století, do České republiky se ve větší míře dostala až po pádu socialismu v roce 1989. Jejich teorie zůstávala dlouhou dobu pouze v akademických a uměleckých kruzích, až v posledních několika letech se dostává do povědomí veřejnosti.
Mezi předchůdce mediálního umění u nás patří například Zdeněk Pešánek, který se proslavil svým „Barevným klavírem“ (1922) nebo světelnými a zvukovými objekty na obchodním době Baťa. Dále Zdeněk Sýkora, který v 60. letech maloval podle počítačem generovaných předloh. Nakonec pak Alexander Hackenschmied (zkr. jm. Hamid), který se zajímal o avantgardní film a v emigraci v Americe se podílel na vzniku prvního IMAX filmu.
Československá nová vlna je generace filmových scenáristů a režisérů, kteří tvoří od 60. let 20. století – Miloš Forman, Věra Chytilová nebo Jiří Menzel a další. Inovativní scénickou technikou Theatergraph se zabývali Miroslav Kouřil a Emil František Burian. Hlavním principem bylo prolnutí reálného děje na scéně s promítanou projekcí. Tento systém byl pak dotažen k dokonalosti v projektu Laterna Magika, u jehož zrodu stál režisér Alfréd Radok a scénograf Josef Svoboda. Laterna Magika je experimentální a multimediální divadlo, které bylo představeno na výstavě EXPO v roce 1958 a ohromilo celý svět. Dalším revolučním projektem představeným na výstavě EXPO 67 byl Kinoautomat od autora Radúze Činčery. Jeho základem byl první interaktivní film na světě, kde o dalším vývoji děje rozhodovali diváci v hledišti prostřednictvím tlačítek.

### Čeští umělci na mezinárodní scéně
Woody Vasulka (původně Bohuslav Peter Vasulka) je brněnský rodák, který se svou ženou Steinou emigroval do USA. Vasulkovi výrazně přispěli k vývoji videoartu, experimentují s elektronickými zvuky, stroboskopickými světly a videem. Michael Bielický absolvoval v Düsseldorfu ateliér pod vedení Nam June Paika, pracuje s video-komunikačními systémy a technologiemi virtuální reality (instalace „Příští rok v Jeruzalémě“). Frank Malina se stal průkopníkem kinetického umění, vytváří originální světlo-kinetické systémy, používá elektrická světla a speciální optické efekty.

### Media art v ČR dnes
Silver je umělecká skupina založená v roce 1994, jejíž projekty vycházejí z počítačových algoritmů a zkoumají jejich vlastnosti ve spojení s lidským chováním. Další významnou českou umělkyní je Petra Vargová ( dříve používající alias Citoyen), která pracuje s novými médii a poukazuje na kontrast umělého a přírodního, robotického nebo organického. Často se věnuje otázkám tělesnosti, například interaktivní objekt „Socha s lidským jádrem“ (1996) nebo počítačové modulované 3D objekty „Pahýly“ (1999), kde pro texturu použila vlastní naskenovanou kůži – kontrast mezi organickým a virtuálním. Federico Díaz je jedním z českých současných nejvýznamnějších novomediálních umělců. Ve svém díle zkoumá vztahy lidí a přírody k moderním technologiím, používá počítačové programy pro modelování objektů, které následně zhmotňuje pomocí 3D tisku – například „Sakura“ (2004) nebo „Resonance“ (2007). Dalšími umělci jsou například Tomáš Dvořák, Anetta Mona Chisa nebo Markéta Baňková.

## Novomediální umělecké školství v ČR
- Vysoké Učení Technické v Brně, FaVU – ateliéry Intermédia, Multimédia nebo Performance
- Akademie výtvarných umění v Praze – ateliéry Intermediální tvorby nebo Nových médií
- Vysoká škola uměleckoprůmyslová v Praze – ateliér Supermédií ad.
- Filmová a televizní fakulta akademie múzických umění v Praze – Centrum audiovizuálních studií, katedry fotografie a kamery
- Západočeská univerzita v Plzni, FUD – specializace na Multimédia, Nová média, Intermédia nebo Animovaná a interaktivní tvorba
- Univerzita Jana Evangelisty Purkyně v Ústí nad Labem, FUD –  obory Digitální média, Interaktivní média, Performance a Time-based Media
- Ostravská univerzita v Ostravě, FU – katedra Intermédií